# Кандел, Эрик
Э́рих Ка́ндел или Э́рик Ри́чард Ка́ндел (нем. Erich Kandel; англ. Eric Richard Kandel; род. 7 ноября 1929[…], Вена) — американский психиатр, нейробиолог и биохимик, лауреат Нобелевской премией по физиологии или медицине (2000).
Работал в Центре нейробиологии и поведения, Колумбийском университете (Нью-Йорк, США). Нобелевской прмией награждён за открытия, касающиеся передачи сигналов в нервной системе, совместно с Полом Грингардом и Арвидом Карлссоном. Член Национальной академии наук США (1974), иностранный член Лондонского королевского общества (2013).
В англоязычной транскрипции фамилия Kandel читается как Кендэл (или Кэндел). Учитывая происхождение Эрика Кендэла из австрийской еврейской семьи, в русскоязычной литературе зачастую его фамилию пишут как Кандель.

## Биография

### Юность и школа
Эрик (Эрих) Кандель родился 7 ноября 1929 года в Вене в еврейской семье. Его родители Герман и Шарлотт Кандель переехали в Вену из Коломыи. Герман Кандел владел магазином игрушек на венской улице Кучкергассе, у них был старший сын Людвиг. Эрик учился в венской начальной школе. В 1939 году семья вынуждена была уехать из Австрии из-за преследований гитлеровского режима. Эрик и Людвиг выехали сначала в Бельгию, а потом в США, где смогли воссоединиться с родителями.
В Нью-Йорке семья поселилась в Бруклине. Эрик поначалу не знал английского языка. Было решено изменить его имя на американский манер, отбросив последнюю букву: Eric. Посещал государственную начальную школу № 217, затем иешиву Флэтбушa), затем государственную среднюю школу «Эразмус-холл» (англ. Erasmus Hall High School). Писал заметки для школьной газеты, увлекался спортом.

### Университеты
В 1944 году Эрик Кандел поступил в Гарвардский университет, где изучал историю и литературу современной Европы. Заинтересовался трудами Зигмунда Фрейда и психоанализом — именно это подтолкнуло его к изучению психиатрии. В 1952 году он поступил в Медицинскую школу Нью-Йоркского университета. Осенью 1955 года проходил стажировку в лаборатории Гарри Грундфеста в Колумбийском университете, где научился ставить эксперименты на отдельных нервных клетках. В июне 1956 года женился на Дениз Бистрен, в том же году проходил интернатуру по психиатрии в нью-йоркской клинике Монтефиоре. Резидентуру  проходил в Массачусетском центре психического здоровья Гарвардской медицинской школы в 1960-62 годах.
С 1957 по 1960 год работал в лаборатории Уэйда Маршалла в Национальном институте психического здоровья, именно в это время Кендэл пришёл к решению выбрать аплизию (Aplysia californica) в качестве объекта для своих экспериментов. В сентябре 1962 года Кандел переезжает в Париж, чтобы исследовать нервные клетки аплизии в лаборатории Тауца, и в 1965 году публикует первые результаты этих исследований.

## Награды и признание
- 1983 — Премия Диксона
- 1983 — Премия Альберта Ласкера за фундаментальные медицинские исследования, «За применение методов клеточной биологии к изучению поведения, выявлению механизмов, лежащих в основе обучения и памяти»[8]
- 1986 — Силлимановская лекция
- 1987 — Международная премия Гайрднера, «За выяснение механизмов обучения и памяти в нервных клетках»[9]
- 1988 — Национальная научная медаль США в номинации «Биологические науки», «За открытие первых клеточных и молекулярных механизмов, способствующих простому обучению и памяти»[10][11]
- 1988 — Премия Национальной академии наук США за научный обзор, «За обзоры, связывающие результаты исследований простых систем с результатами исследований высших форм, которые оказали большое влияние на современные исследования клеточной основы обучения»
- 1988 — Jean-Louis-Signoret-Preis[нем.]
- 1988 — Pasarow Award[англ.]
- 1993 — Премия Харви, «В знак признания его уникального и фундаментального вклада в объяснение клеточных и молекулярных основ обучения и памяти»
- 1997 — Pour le Mérite für Wissenschaften und Künste
- 1997 — Премия Ральфа Джерарда[нем.]
- 1999 — Премия Вольфа по медицине, «За выяснение механизмов организма, клеточных и молекулярных механизмов, посредством которых кратковременная память преобразуется в долговременную форму»
- 2000 — Нобелевская премия по физиологии и медицине (совместно с Арвидом Карлссоном и Полом Грингардом), «За открытия, касающиеся передачи сигналов в нервной системе»[4]
- 2000 — Премия Хейнекена по медицине, «За новаторские исследования молекулярных механизмов, лежащих в основе процессов обучения и памяти»[12]
- 2005 — Австрийский почётный знак «За науку и искусство»[13]
- 2006 — Медаль Бенджамина Франклина[англ.]
- 2006 — Книжная премия газеты «Los Angeles Times»[англ.]
- 2008 — Премия Виктора Франкла[нем.]
- 2008 — Почётный гражданин Вены
- 2012 — Большой Офицерский Крест 2 степени ордена Почёта за Заслуги перед Австрией
- 2012 — Премия Бруно Крайского за политическую книгу[нем.]

## Научный вклад
Провел серию экспериментов на моллюске Aplysia californica, позволивших сделать важные открытия в области нейронауки.

## Издания на русском языке
- (1976) Кэндел Э.Р. Клеточные основы поведения = Cellular Basis of Behavior : 1976 / Пер. с англ. Н.Ю. Алексеенко, Г.И. Рожкова; Ред. П. Г. Костюк, Д. А. Сахаров. — М. : Мир, 1980. — ISBN 598.
- (2007) Кандель Эрик. В поисках памяти. Возникновение новой науки о человеческой психике = In search of memory. A journey into the 3.5-Billion-Year History of the Human Body : 2007 / Пер. с англ. к.б.н. П.Н. Петров. — М. : Астрель ; М. : Corpus, 2012. — 736 с. — (Элементы). — ISBN 978-5-271-36938-4.
- (2012) Кандель Эрик. Век самопознания. Поиски бессознательного в искусстве и науке с начала XX века до наших дней = The Age of Insight: The Quest to Understand the Unconscious in Art, Mind, and Brain, from Vienna 1900 to the Present : 2012 / Пер. с англ. к.б.н. П.Н. Петров. — М. : Астрель ; М. : Corpus, 2016. — 720 с. — (Элементы). — ISBN 978-5-17-085501-8.
- (2018) Кандель Эрик. Расстроенная психика. Что рассказывает о нас необычный мозг = The Disordered Mind: What Unusual Brains Tell Us About Ourselves : 2018 / Пер. с англ. З.А. Мамедьяров. — М. : ACT ; М. : Corpus, 2020. — 352 с. — ISBN 978-5-17-119013-2.

## Общественная деятельность
В 2016 году подписал письмо с призывом к Greenpeace, Организации Объединённых Наций и правительствам всего мира прекратить борьбу с генетически модифицированными организмами (ГМО).